# Chorthippus rubensabdomenis
Chorthippus rubensabdomenis is een rechtvleugelig insect uit de familie veldsprinkhanen (Acrididae). De wetenschappelijke naam van deze soort is voor het eerst geldig gepubliceerd in 1981 door Liu.